# Олде Волберс, Кристиан
Кристиан Олде Волберс (нидерл. Christian Olde Wolbers, 5 августа 1972, Антверпен) — бельгийский музыкант и продюсер. В настоящее время[какое?] является участником метал-групп Vio-Lence и Powerflo, где играет на бас-гитаре. Наибольшую известность Волберс получил, будучи в составе индастриал-метал-группы Fear Factory, в составе которых он записал пять альбомов, из них три в качестве бас-гитариста (трилогия Demanufacture — Obsolete — Digimortal), а в двух он играл на основной гитаре (Archetype и Transgression). После Fear Factory появлялся в разных группах, а также занимался продюсерством, иногда используя псевдоним «The Edgecrusher». Кроме работы в студии и живых выступлений, участвовал в записи саундтреков для фильмов и видеоигр.

## Биография

### Fear Factory
Кристиан Волберс родился в Антверпене, Бельгия и переехал в США в 1993 году. В декабре 1993 года Кристиан прошёл прослушивание в Fear Factory в качестве басиста. Он выступал с группой на живых выступлениях, но на следующем альбоме Demanufacture его бас не появился — Дино Касарес решил переписать многие партии баса, а на то, чтобы Волберс смог выучить и перезаписать свои партии, времени у группы не оставалось, и Касарес сыграл их сам. Тем не менее он был отмечен как басист альбома в буклете. Также Волберс признался, что внёс вклад в написание песен «Demanufacture» и «Pisschrist». В дальнейших альбомах — Obsolete 1998 года и Digimortal 2001 года — Волберс был полноценным бас-гитаристом и соавтором песен. В 2002 году группа распалась, а когда в 2003 году она по инициативе Раймонда Эрреры и Кристиана воссоединилась, Волберс перешёл на гитару, встав на место Дино Касареса. В 2003 году Волберсу предложили должность басиста в сольной группе Оззи Осборна после того, как он несколько недель играл с Оззи, гитаристом Заком Уайлдом и барабанщиком Майком Бордином. В конце концов он отклонил это предложение, чтобы полностью сконцентрироваться на работе в Fear Factory. В 2004 году на новом лейбле был записан альбом Archetype, в котором, по словам Волберса, благодаря минимальному давлению со стороны лейбла и отсутствия Касареса, была достигнута наибольшая творческая свобода за весь период его работы в Fear Factory. В 2005 году вышел альбом Transgression. Он был разгромлен критиками и не смог получить одобрения публики, его называли худшим в дискографии. Впоследствии Волберс сетовал на нехватку времени и вспоминал, что не был полностью удовлетворён качеством финальной записи. В 2006 году группа приостановила деятельность, а участники сосредоточились на сольных проектах или сотрудничестве с другими коллективами.
В 2009 году Волберс и барабанщик Раймонд Эррера решили не возвращаться в Fear Factory, когда вокалист Бертон Белл решил второй раз воссоединить Fear Factory с Дино Касаресом, басистом Байроном Страудом и барабанщиком Джином Хогланом.

### После Fear Factory (2006—2016)
В 2006 году Волберс отыграл три концерта с Korn во время их европейского турне в поддержку альбома See You on the Other Side (альбом Korn), подменяя Роя Паттерсона.
В 2008 году Кристиан сформировал новую группу Burn It All, в которую также входят Раймонд Эррера (ударные) и бывший вокалист Damageplan Патрик Лахман. Они разместили демо-сэмплер на своей странице в MySpace. У Волберса также был проект Arkaea с Эррерой, Джоном Ховардом и Пэтом Кавана из группы Threat Signal. 14 июля 2009 года вышел их единственный альбом Years in the Darkness.
В начале 2014 года Волберс попал в серьёзную аварию на мотоцикле, в результате чего получил серьёзные травмы, в том числе переломы рук, ног и рёбер. Ему пришлось вести уроки игре на гитаре по Skype, чтобы покрыть свои медицинские счета.
В июле 2016 года Волберс присоединился к Threat Signal в качестве басиста в туре «Under Reprisal Anniversary» и, как ожидалось, перейдёт в группу в качестве постоянного басиста.

### Powerflo, Vio-lence (с 2017)
В 2017 году Олде Волберс сформировал новую группу Powerflo, в которую также вошли Сенен Рейес, Рой Лосано, Билли Грациадей и Фернандо Шефер. В том же году группа выпустила одноимённый дебютный альбом.
В 2020 году Волберс присоединился к сан-францисской трэш-метал-группе Vio-lence в качестве замены басиста первоначального состава Дина Делла, который покинул реюнион по личным причинам. В 2022 году группа выпустила первый за 29 лет релиз — мини-альбом Let the World Burn.

### Гостевые появления
Волберс появился в качестве гостя на альбоме Infinity музыканта Девина Таунсенда. Он поучаствовал в записи альбома Godsflesh группы God Forbid в качестве бэк-вокалиста и продюсера. Среди его других продюсерских работ есть такие альбомы, как Murder the Dance от Bleed the Sky, Under Reprisal — первый альбом группы Threat Signal, Till it Bleeds группы End the Rope и другие. Волберс сыграл на гитаре в EP This World брейкбит-коллектива The Autobots. Также Волберс участвовал в записи двух песен дебютного альбома группы Soulfly.
Также Волберс сотрудничал с различными исполнителями хип-хопа, став басистом и соавтором на альбоме Снуп Дога Paid tha Cost to Be da Boss и на альбомах Cypress Hill Stoned Raiders и Skull & Bones.

## Спорт
В юности Волберс увлекался футболом, играв на позиции вратаря. Волберс-футболист находился в составе академии футбольного клуба «Герминал Экерен» и, по утверждению самого Кристиана, даже сидел в запасе на нескольких играх второго дивизиона Бельгии. В возрасте 17 лет он получил дисквалификацию за татуировки и длинные волосы, и в итоге молодой Кристиан бросил профессиональный футбол, решив сосредоточиться на музыке. Уже будучи знаменитым гитаристом, Волберс играл за лос-анджелесский полупрофессиональный клуб «Голливуд Юнайтед».
Волберс является основателем и одним из владельцев фирмы по производству вратарских перчаток и спортивной экипировки Aviata Sports.

## Дискография

### СFear Factory
В качестве бас-гитариста
- Demanufacture (1995) («Total Harmonic Distortion»; указан как участник, но в итоговой записи не участвовал)
- Obsolete (1998)
- Digimortal (2001) («Subsonic Assassin», «Auxiliary Resonator»)

В качестве гитариста
- Archetype (2004)
- Transgression (2005)

### СArkaea
- Years in the Darkness (2009)

### СPowerflo
- Powerflo (2017)

### СVio-lence
- Let the World Burn (2022)

### Гостевые появления
- A.N.I.M.A.L. — Poder Latino (1998)
- Devin Townsend — Infinity (1998)
- Soulfly — Soulfly (1998)
- Cypress Hill — Skull & Bones (2000)
- Kurupt — Space Boogie: Smoke Oddessey (2000)
- Cypress Hill — Stoned Raiders (2001)
- Snoop Dogg — Paid tha Cost to Be da Boss (2002)
- Roadrunner United — The All Star Sessions (2005)
- Threat Signal — Under Reprisal (2006)
- Isolated Antagonist — Oblivion (2017)
- S7IGMA — Dogmatic Death — (2021)

### Продюсерские работы
- Threat Signal — Under Reprisal (2006)
- Bleed the Sky — Murder the Dance (2007)
- Mnemic — Passenger (2007)
- End of the Rope — Till It Bleeds (2008)
- God Forbid — Earthsblood (2009)
- Our Last Enemy — Fallen Empires (2010)
- Sunflower Dead — (2011)
- Sylencer — A Lethal Dose of Truth (2012)

## Инструменты и оборудование
Оборудование, использовавшееся Волберсом в составе Fear Factory, включает:
Гитарное оборудование:
- 7 string customshop Jackson guitars
- EMG pick ups
- Fender strings
- Tunamatic bridges and several models with floyd rose trems
- Marshall el 34’s 100/100 power amps
- Marshall Mode 4 straight 4x12 cabs
- Custom Audio Switching Systems
- Kriz Kraft & A&s flight cases
- Dunlop 88 mm tortex picks
- Marshall Jmp-1 preamps
- Sansamp PSA-1 preamps
- Lexicon MPX G2 EFX processer
- Korg DTR 2000 tuners
- Behringer Intellegate
- Peterson strobe tuners

Басовое оборудование:
- 4 & 5 string Customshop Fender basses
- Ampeg SVT 2 & SVT 4 amplifiers
- Ampeg 8x10 Cabs
- Fender strings
- Dunlop Triangle 88 mm tortex picks
- Ampeg BSP-1 preamps
- Sansamp psa-1 preamps
- Custom Audio Switching Systems
- Korg DTR 2000 tuners
- EMG pick ups
- Custom king upright double basses

Студийное оборудование:
- Mac G4 dual 1.25 gig
- 22 inch mac flatscreen
- Logic 6 platnium
- Native instruments
- Absynth
- FM7synth
- Korg triton
- Kawai 5000
- Korg Karma synth
- Kurzweil K2600
- Nord lead 3 synth
- MPC 2000 and MPC 2000 XL
- Yamaha NS 10’s & Event monitors
- Rme DSP multiface
- Universal Audio 6176
- Line 6 bass & guitar pods
- Rosetta Ad convertor
- 3800 dat panasonic
- Vestax digital turntable
- Vestax Mixstick and PMC 05pro mixers
- Pioneer Digital Cd turntables
- Technics 1200’s